# Souley Boum
Souleymane Boum, detto Souley (Oakland, 26 gennaio 1999), è un cestista statunitense con cittadinanza guineana.